# Ptiolina edeta
Ptiolina edeta är en tvåvingeart som först beskrevs av Walker 1849.  Ptiolina edeta ingår i släktet Ptiolina och familjen snäppflugor. Inga underarter finns listade i Catalogue of Life.